# Greatest Hits (Westlife)
Greatest Hits è il secondo album discografico di raccolta (il dodicesimo e ultimo in assoluto) del gruppo musicale pop irlandese Westlife, pubblicato nel 2011.

## Tracce
Standard Edition
1. Swear It Again (Radio Edit) – 4:08
2. If I Let You Go (Radio Edit) – 3:41
3. Flying Without Wings – 3:35
4. I Have a Dream – 4:13
5. Against All Odds (con Mariah Carey) – 3:19
6. My Love (Radio Edit) – 3:51
7. Uptown Girl (Radio Edit) – 3:05
8. Queen of My Heart (Radio Edit) – 4:18
9. World of Our Own (Single Remix) – 3:28
10. Mandy – 3:17
11. You Raise Me Up – 4:00
12. Home – 3:24
13. What About Now (2011 Remix) – 3:59
14. Safe (Single Remix) – 3:52
15. Lighthouse – 4:23
16. Beautiful World – 4:02
17. Wide Open – 3:41
18. Last Mile of the Way – 3:49

## Classifiche
| Classifica (2011) | Posizione raggiunta |
| ----------------- | ------------------- |
| Regno Unito       | 4                   |